# Bysjön (Eda socken, Värmland)
Bysjön är en sjö i Eda kommun i Värmland och ingår i Göta älvs huvudavrinningsområde. Sjön har en area på 6,85 kvadratkilometer och ligger 81 meter över havet. Sjön avvattnas av vattendraget Kunttjärnsälven. Slaget på Bysjöns is stod här 1644. 

## Delavrinningsområde
Bysjön ingår i det delavrinningsområde (663524-130677) som SMHI kallar för Utloppet av Bysjön. Medelhöjden är 117 meter över havet och ytan är 38,9 kvadratkilometer. Det finns ett avrinningsområde uppströms, och räknas det in blir den ackumulerade arean 64,23 kvadratkilometer. Kunttjärnsälven som avvattnar avrinningsområdet har biflödesordning 3, vilket innebär att vattnet flödar genom totalt 3 vattendrag innan det når havet efter 289 kilometer. Avrinningsområdet består mestadels av skog (50 procent), öppen mark (11 procent) och jordbruk (15 procent). Avrinningsområdet har 6,84 kvadratkilometer vattenytor vilket ger det en sjöprocent på 17,6 procent.